# Născută din Furtună
„Născută din Furtună” este episodul doi din cel de-al șaptelea sezon al serialului HBO intitulat Urzeala tronurilor. Acesta a fost scris de Bryan Cogman și regizat de Mark Mylod. În România, episodul a fost difuzat pe 24 iulie 2017.

## Acțiune
Daenerys primește un vizitator neașteptat. Jon se confruntă cu o revoltă. Sam își riscă viața și cariera. Tyrion plănuiește cucerirea regatului Westeros.

## Legături externe
- Născută din Furtună la Urzeala tronurilor Wiki

## Vezi și
- Urzeala tronurilor (sezonul 7)